# Peter Voulkos
Peter Voulkos, né le 29 janvier 1924 et mort le 16 février 2002, est un céramiste américain, connu pour ses sculptures abstraites.

## Biographie
Diplômé du California College of Arts and Crafts, Peter Voulkos a enseigné à l'université de Berkeley de 1959 à 1985.
Son travail est exposé dans de nombreux musées dans le monde.

## Expositions
- « CERAMIX : de Rodin à Schütte » (exposition collective), Bonnefantenmuseum, Maastricht, en collaboration avec La Maison rouge, Paris, et la Cité de la céramique, Sèvres